# Ernest Day
Ernest Day (Mortlake, 15 aprile 1927 – Londra, 16 novembre 2006) è stato un direttore della fotografia e regista inglese.
Ha ottenuto una candidatura all'Oscar alla migliore fotografia nel 1985 per Passaggio in India di David Lean.

## Filmografia

### Cinema
- Un lungo giorno per morire (The Long Day's Dying), regia di Peter Collinson (1968)
- La vendetta della pantera rosa (The Revenge of the Pink Panther), regia di Blake Edwards (1978)
- Sfinge (Sphinx), regia di Franklin J. Schaffner (1981)
- Passaggio in India (A Passage to India), regia di David Lean (1984)
- Quando l'estate muore (As Summers Die), regia di Jean-Claude Tramont (1986)
- Superman IV (Superman IV: The Quest for Peace), regia di Sidney J. Furie (1987)
- Bruciante segreto (Burning Secret), regia di Andrew Birkin (1988)

### Televisione
- E Caterina... regnò (Young Catherine) - miniserie TV (1991)